# ريمون شفارتز
ريمون شفارتز (بالفرنسية: Raymond Schwartz )‏ (و. 1894 – 1973 م) هو شاعر، وكاتب، وناشط إسبرانتو، ومصرفي، ومترجم فرنسي، ولد في متز، توفي في باريس، عن عمر يناهز 79 عاماً.

## وصلات خارجية
- ريمون شفارتز على موقع IMDb (الإنجليزية)
- ريمون شفارتز على موقع قاعدة بيانات الفيلم (الإنجليزية)
- ريمون شفارتز على موقع كينوبويسك (الروسية)

- ريمون شفارتز في قاعدة بيانات الأفلام على الإنترنت